# 島原湧水群

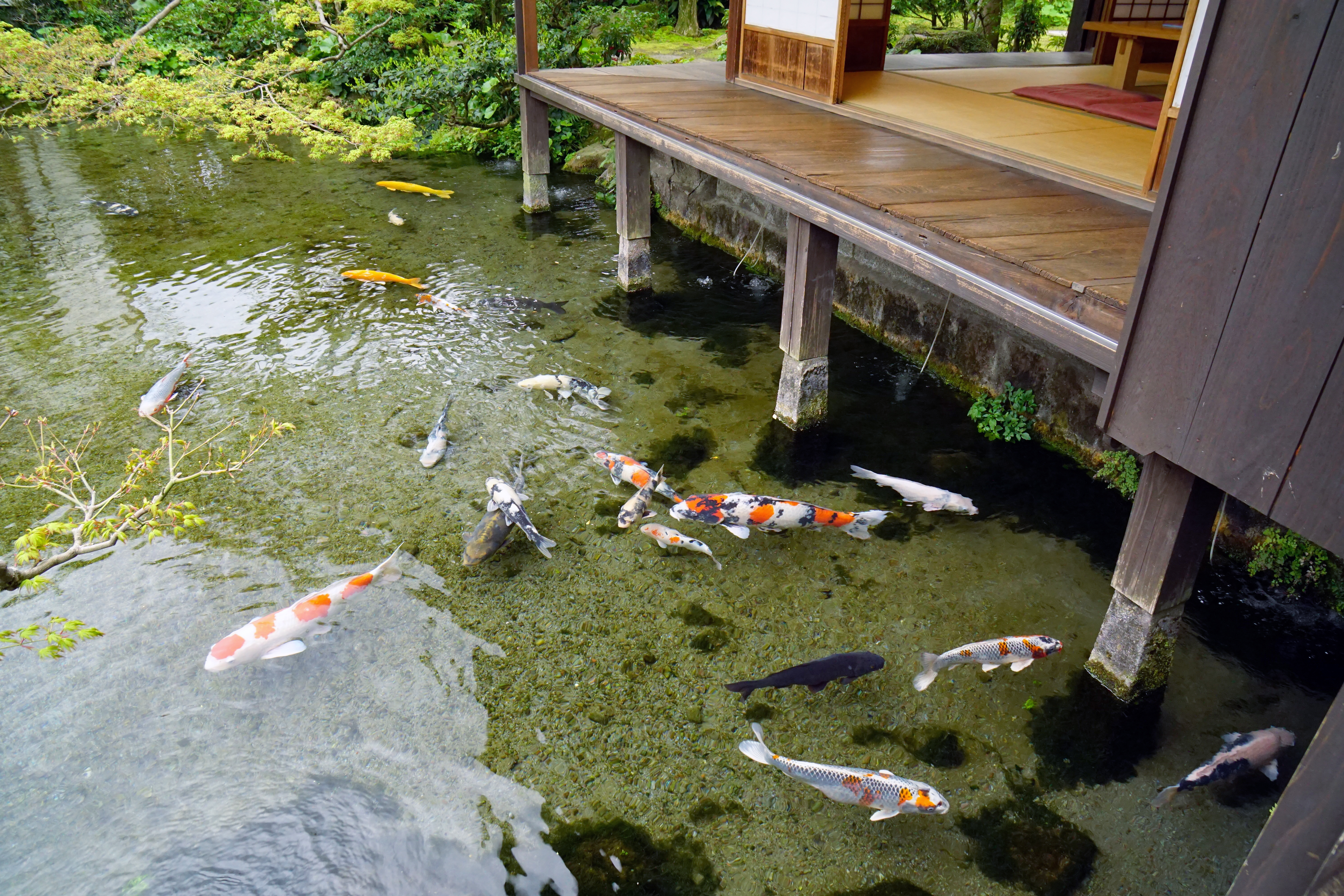
湧水庭園「四明荘」

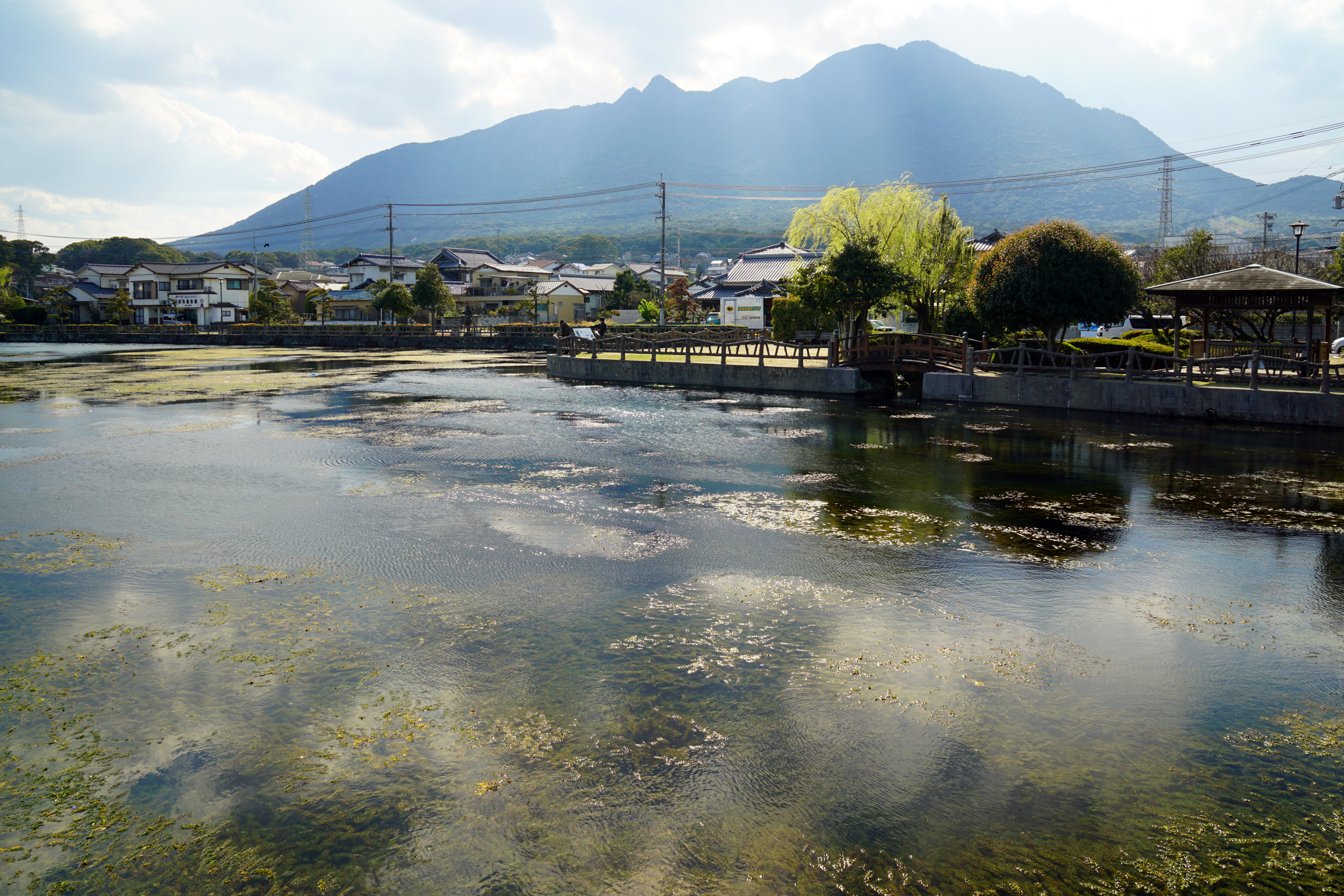
白土湖

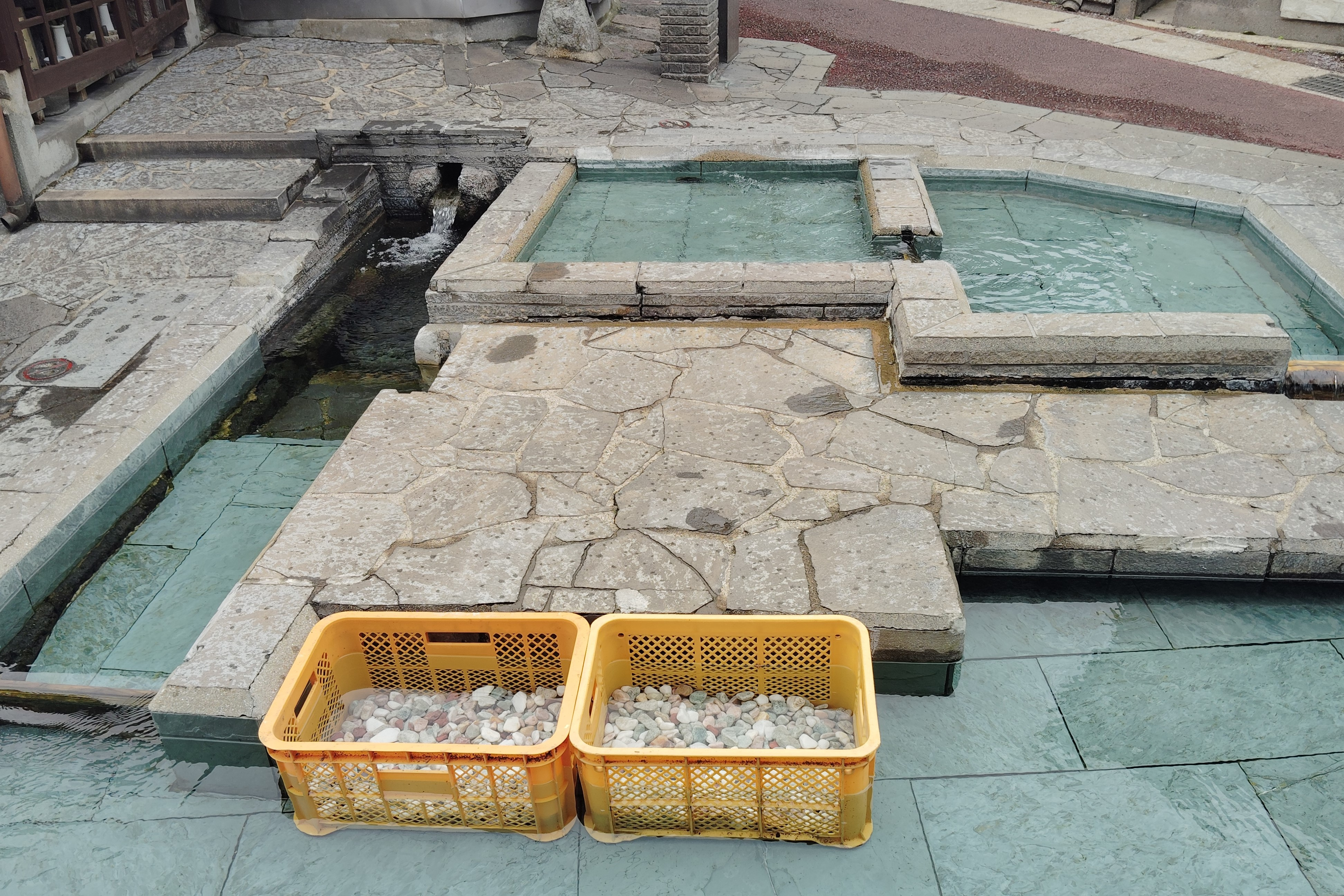
浜の川湧水

島原湧水群（しまばらゆうすいぐん）は、長崎県島原市一帯の70箇所以上にわたる湧水群。

## 歴史
島原湧水群の多くは、寛政4年（1792年）の雲仙岳の噴火による地殻変動（いわゆる島原大変肥後迷惑）のときに自然湧出したものと言われている。雲仙岳の東麓の標高450mから900m付近の降水が地下に流れ、島原湾に湧出していたものが眉山の山体崩壊で陸地で湧出するようになった。
これらのことから、島原市は湧水が豊富で「水の都」とも呼ばれた。1985年（昭和60年）、環境庁によって島原湧水群が名水百選に選定された。1996年（平成8年）、国土庁によって島原市が水の郷百選に選定された。「有明海にひらく湧水あふれる火山と歴史の田園都市」と評価されている。
2008年（平成20年）には島原半島ユネスコ世界ジオパークが日本ジオパークに認定され、2009年（平成21年）には世界ジオパークネットワークへの加盟が認定された。島原湧水群に関連する湧水庭園「四明荘」や浜の川湧水がジオサイトとなっている。

## 代表的な湧水地
- しまばら水屋敷（島原市万町）
豪商の屋敷を改装した喫茶店。庭の池から清水が湧き出している。
- 鯉の泳ぐまち（島原市新町2丁目[3]）
新町の民家に湧き出した湧水が流れる水路に錦鯉が放流されている。湧水庭園「四明荘」、しまばら湧水館などがある。
- 湧水庭園「四明荘」（島原市新町2丁目）
鯉の泳ぐまちにある邸宅・庭園。旧伊東家住宅。庭園は国の登録記念物、邸宅は国の登録有形文化財。一日約3000トンの湧水が自噴する[6]。
- しまばら湧水館（島原市新町2丁目）
鯉の泳ぐまちにある邸宅。旧三村家住宅。国の登録有形文化財。
- 浜の川湧水（島原市白土桃山2丁目[3]）
浜の川にある自噴井。4つの区画に区切られた洗い場があり、飲用、冷却用、食料品や食器等の洗浄場所等が区分けされている。
浜の川湧水の隣にある浜の川湧水観光交流館「銀水」は、1915年（大正4年）に開店したかんざらしを提供する飲食店である[7]。経営者の死去によって1998年（平成10年）に閉店したが、島原市が改修などを行って2016年（平成28年）に営業を再開した[7]。2021年度からの指定管理者として玉乃舎が選定されている[7]。
- 白土湖
1792年（寛政4年）の島原大変の際にできた湖であり、日量約4万トンの地下水が湧出している[3]。